# Gl 546
Gl 546 (též GJ 546, HIP 70218) je hvězda hlavní posloupnosti spektrální třídy K5 V v souhvězdí Pastýře. Nachází se ve vzdálenosti přibližně 47 světelných let od Slunce a se zdánlivou hvězdnou velikostí 8,6 mag není viditelná pouhým okem, ale lze ji pozorovat menším dalekohledem.

## Charakteristika
Gl 546 má hmotnost i poloměr asi 69 % hodnot Slunce, zatímco její zářivý výkon dosahuje přibližně 12 % slunečního. Povrchová teplota přibližně 4 400 K jí propůjčuje oranžový odstín charakteristický pro hvězdy třídy K. Dosud nebyla potvrzena žádná výrazná proměnnost.

### Pohyb a vzdálenost
Podle paralaxy 68,85 mas (mise Gaia EDR3) leží hvězda 14,5 pc od Slunce. Vlastní pohyb činí 0,71″ za rok (µα* = −631,5 mas/rok, µδ = −307,2 mas/rok) a radiální rychlost −37 km/s naznačuje, že se k Slunci přibližuje.

## Kulturní a vědecký význam
Jako jedna z blízkých hvězd v Glieseho katalogu slouží Gl 546 k výzkumu struktury a kinematiky Galaxie. Stabilita a stáří řádu miliard let z ní činí vhodný cíl pro hledání planet, ačkoli zatím žádné exoplanety u této hvězdy potvrzeny nebyly.

## Viditelnost
Se zdánlivou jasností 8,6 mag je Gl 546 mimo dosah neozbrojeného oka. Za velmi tmavé oblohy může být hraně viditelná v kvalitním triedru, spolehlivě však až menším astronomickým dalekohledem o průměru ≥ 70 mm.